# Сады в Древнем Риме
Сады́ в Дре́внем Ри́ме (лат. hortii) создавались под влиянием древнеегипетской, персидской и древнегреческой садоводческой культуры.

## История

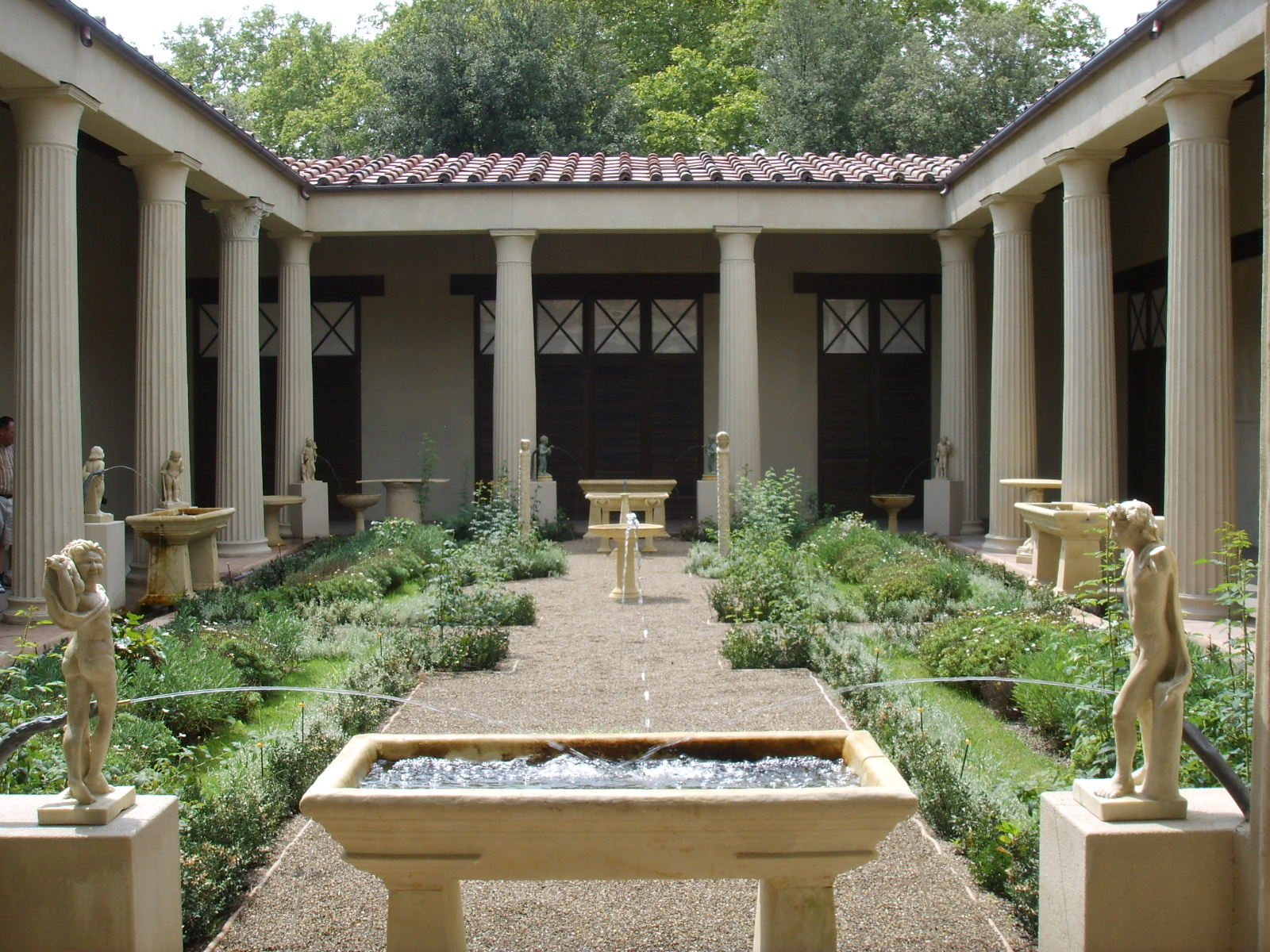
Реконструкция сада Дома Веттии в древнеримском городе Помпеи

Одними из самых ранних таких садов могут быть Сады Лукулла.

## Устройство
Частные римские сады были обычно разделены на три части. Первая — ксист (лат. xystus) — открытая терраса, которая была соединена с домом портиком. Вторая часть — ambulation — была садом с цветами, деревьями и служила для прогулок и созерцания. Третья часть — gestation — представляла собой аллею.
В древнеримских садах использовались сложные гидротехнические сооружения — искусственные водоёмы и фонтаны.
Различные версии устройства римских садов использовались в римских поселениях в Африке, Британии.
Принципы оформления римских садов позднее применялись в садово-парковом искусстве эпохи Возрождения, барокко, неоклассицизма.